# Leporellobog
En leporellobog (også leporelloalbum, leporelloliste, foldebog, librettobind) er en udgivelse som bog, album eller liste med zigzag-foldninger, så den kan trækkes ud som en harmonika.
Typen er en videreudvikling af den middelalderlige foldebog, velegnet til rejsebrug.
Tjeneren Leporello fører en liste, en leporelloliste, over Don Juans mange erobringer i Mozarts opera Don Giovanni, heraf navnet på denne bogtype.
Leporellolister er også betegnelsen for udskrifter fra computere på papir i sammenhængende ("endeløse") baner, med perforeringer, så listen kan foldes og de enkelte ark evt. kan adskilles ved at rive banen over i perforeringen. Papirbanen er også forsynet med mindre huller i kanten, som benyttes ved den præcise fremføring i printeren, hvor et par hjul med stifter griber fat i hullerne. Der eksisterer særlige maskiner, burstere, der kan adskille disse udskrifter, og en anden type maskine, en decollator, der kan fjerne karbonpapiret, hvis der er skrevet med gennemslag, og skille de forskellige lag i udskriften.
| Foldningstyper | |
| -------------- | --- |
|                | 1. Viklefals − Wickelfalz (tysk) − Letter Fold / C-Fold / Tri-Fold (engelsk) 2. Portfals − Fensterfalz (Altarfalz) − Tri-Fold / Gate Fold 3. Ottesidet portfals − Achtseitiger Fensterfalz (Altarfalz) − Double Gate Fold / Roll Fold 4. Zig-zag fals − Leporello- oder Zickzackfalz − Z-Fold / Accordion (6-page) 5. "Parallelmidterfals" ? − Parallelmittenfalz − Double Fold / Double Parallel Fold 6. Krydsfals − Kreuzfalz − French Fold / Double Right-Angle Fold |